# 格雷格·威爾斯
威廉·格雷戈里·威尔斯（英語：Greg Wells，全名，1968年9月21日—）是加拿大唱片制作人、词曲作者、多乐器演奏家和音频工程师。他曾与葛蕾絲范、林-曼努爾·米蘭達、爱莉安娜·格兰德、昆西·琼斯、愛黛兒、麥可·布雷、泰勒·斯威夫特、約翰·傳奇、卡迪小子、乔治·马丁、杜娃·黎波、斯蒂芬·施瓦茨、蜜西·艾莉特、伯特·巴卡拉克、席琳·狄翁、提姆巴蘭、赛琳娜·戈麦斯、洛福斯·温莱特、安德鲁·劳埃德·韦伯、瑞恩·泰德、威瑟樂團、潔絲敏·蘇莉雯、凱蒂·佩芮、共和世代、卡麗·安德伍、盲音合唱團、傑米·卡倫、粉红佳人、特奧菲盧斯·倫敦、凯斯·厄本、實驗失敗的傀儡、米卡、二十一名飞行员、空中铁匠、艾爾頓·強和貝西伯爵大樂團合作。他的职业生涯中参与的作品累计销量已达 1.3 亿销售单位。
韦尔斯是一位受过古典乐训练的多乐器演奏者，他能够使用的乐器包括鼓和钢琴。他也掌握合成器编程和词曲创作、音乐制作、混音工程的能力。

## 奖项
韦尔斯因在唱片制作领域的成就而获得了2017年彭萨多奖的彭萨多巨人奖。他曾六次获得格莱美奖提名，并于 2019年凭借《马戏之王》电影和原声带专辑的制作和混音获得格莱美奖，并于 2023年再度凭借迈克尔·布雷的专辑《Higher》获得第格莱美奖。2015年6月，韦尔斯被母校多伦多音乐学院汉博学院授予荣誉学位。韦尔斯曾于 2000年和 2019年两次获得加拿大朱诺奖年度最佳制片人提名。
| 年份 | 獲提名                       | 獎項                           | 結果 |
| ---- | ---------------------------- | ------------------------------ | ---- |
| 2008 | 米卡《Love Today》           | 格莱美奖最佳舞曲唱片奖         | 提名 |
| 2011 | 《Teenage Dream》            | 格莱美奖年度专辑奖             | 提名 |
| 2019 | 《大娛樂家：電影原聲帶》     | 格莱美奖最佳视觉媒体原声合辑奖 | 獲獎 |
| 2022 | 《身在高地：电影原声带》     | 格莱美奖最佳视觉媒体原声合辑奖 | 提名 |
| 2022 | 安德鲁·劳埃德·韦伯《灰姑娘》 | 格莱美奖最佳音乐剧专辑奖       | 提名 |
| 2023 | 麦可·布雷《Higher》          | 格莱美奖最佳传统流行演唱专辑奖 | 獲獎 |

## 早期生活
韦尔斯在加拿大安大略省彼得伯勒镇长大，父亲是加拿大联合教会牧师比尔·韦尔斯博士。11岁时，他因患雷卡佩氏病而坐在轮椅上两年无法行走。韦尔斯就读于亚当斯科特 CVI 学校，学会了演奏多种乐器，并加入了家乡的许多音乐团体，从当地管弦乐队到酒吧乐队，再到教堂管风琴演奏家/合唱团指挥，同时还担任舞蹈 DJ 并在特伦特大学广播电台CFFF-FM主持每周一次的广播节目。他在多伦多皇家音乐学院学习古典钢琴、鼓、管风琴、管弦乐打击乐和音乐理论。15岁时，韦尔斯荣获彼得伯勒基瓦尼斯音乐节各类别最高奖项——创始人奖，并两次代表彼得伯勒参加安大略省基瓦尼斯音乐省级决赛。17 岁时，他进入多伦多汉博学院爵士音乐专业学习钢琴专业。

## 个人生活
韦尔斯的妻子是瑞典词曲作家尼娜·伍德福德，她在洛杉矶的工作室工作，并且有六个孩子。

## 联合创作
- 《紐約高地》 ——因混音电影歌曲以及与林-曼努尔·米兰达、亚历克斯·拉卡莫尔和比尔·谢尔曼联合制作电影配乐专辑而获得第五次格莱美奖提名。
- 约翰·传奇——混音、钢琴演奏、共同创作了专辑《Bigger Love》中的歌曲《Never Break》，该专辑获得第 63 届格莱美奖最佳 R&amp;B 专辑奖。
- 阿黛尔——《One and Only》收录于阿黛尔的《21》中，该专辑是 21 世纪最畅销的专辑，也是有史以来最畅销的专辑之一。
- 马戏之王：电影原声带——威尔斯因制作和混音这张在 77 个国家的 iTunes 上排名第一的专辑而获得 2019年格莱美奖，该专辑在英国专辑销量榜上连续 28 周排名第一，在美国专辑销量榜上连续三周排名第一，其中单曲“This Is Me”获得 2018年金球奖并在 2018年奥斯卡金像奖上获得提名/表演。这张专辑是 2018年全球最畅销的专辑。
- 二十一名飞行员— 制作并混音了 2×白金认证专辑《船只》 。[3]
- 泰勒·斯威夫特——制作了获得金球奖和格莱美奖提名的歌曲《Beautiful Ghosts》。
- 提姆巴兰和OneRepublic — 制作了全球排名第一的热门歌曲《Apologize》，包括提姆巴兰的混音版和原版。[12]
- Mika – 负责制作、混音并演奏电吉他、鼓、钢琴和贝斯，这首歌曲收录于 Mika 的专辑《Life in Cartoon Motion》中的排行榜冠军单曲《Grace Kelly》，并在英国排行榜上停留七周。
- 席琳·迪翁 – 联合创作了欧洲排名第一的单曲《The Reason》，该单曲来自销量达 3100 万张的专辑《Let's Talk About Love》。